# St. Rochus (Akmenynai)

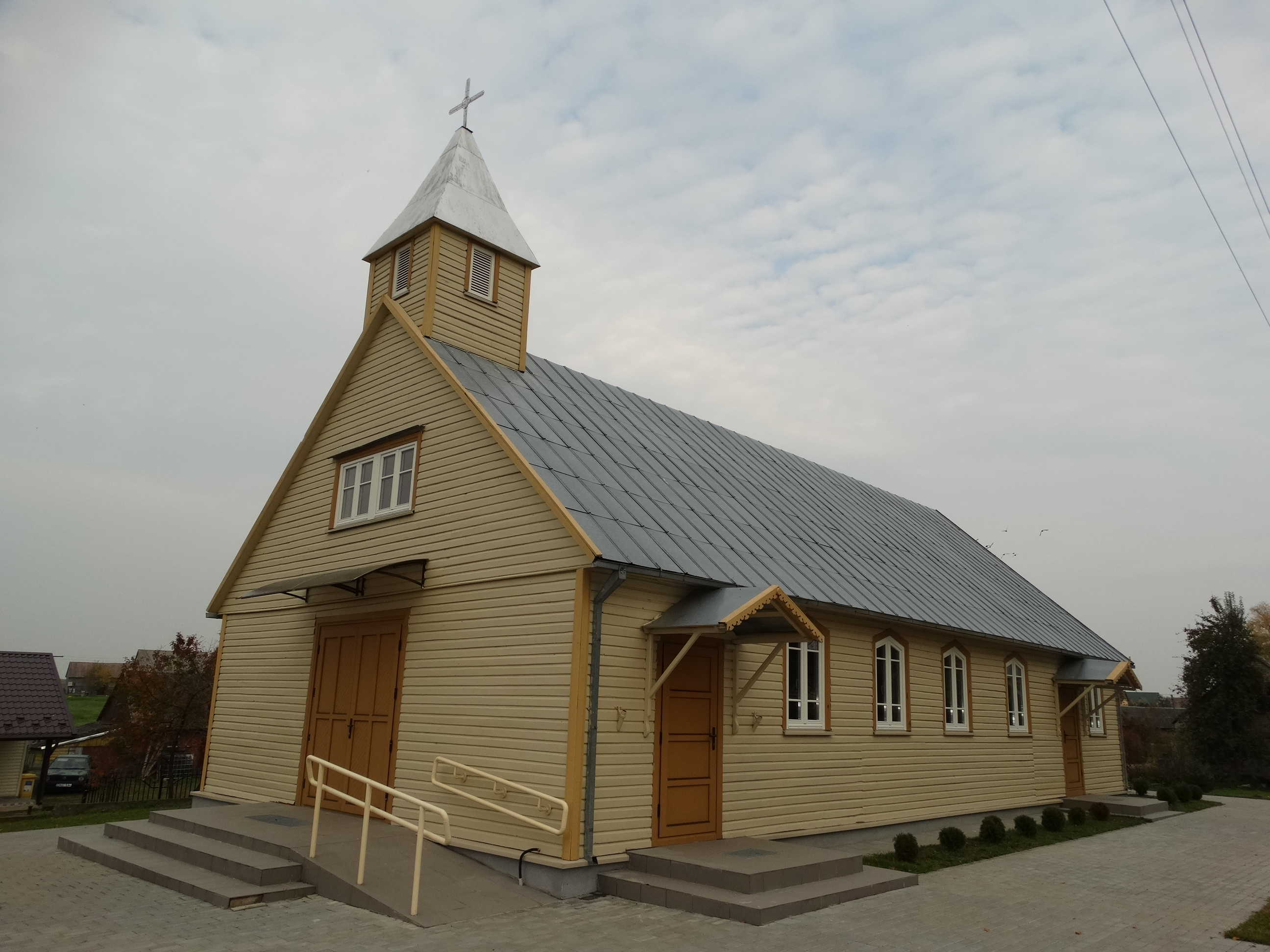
Kirche

Die St.-Rochus-Kirche Akmenynai (litauisch Akmenynų Šv. Roko bažnyčia) ist eine römisch-katholische Rochuskirche im Dorf Akmenynai der Gemeinde Kalvarija (Dekanat Marijampolė, Bistum Vilkaviškis, Litauen), 9 km westlich von Kalvarija, 7 km nordöstlich von Liubavas.

## Geschichte
1941 hinterließen die Rotarmisten, die sich aus Akmenynai zurückzogen, eine große Baracke. Jonas Varanka kaufte sie von der deutschen Okkupationsverwaltung. Mit Unterstützung des Kalvarija-Pfarrers Mykolas Krupavičius bauten die Bewohner eine 27 × 12 Meter große Holzrahmenkirche aus Barackenmaterial nach dem Projekt des Ingenieurs Kazys Garmus. Darin fand die erste Heilige Messe am 24. Mai 1942 statt. Ein Pfarrhaus und Bauernhütten wurden später gebaut.
1944 zerstörte die Rote Armee die Kirche und das Pfarrhaus. Unter der Obhut von Pfarrer Peter Sitka wurde auf den Fundamenten des ehemaligen Pfarrhauses ein Haus errichtet, an dessen einem Ende eine Kapelle war und am anderen ein Pfarrer wohnte. 1956 wurde das Haus enteignet und einer Schule übergeben. 1989 gründete man eine Pfarrgemeinde. 1991 wurde eine neue Kirche gebaut.